# Stagflacija
Stagflacija (angl. stagflation) je pojav v gospodarstvu, ko se kosmati domači proizvod ne povečuje, torej ni presežnega celotnega povpraševanja, cene pa se kljub temu zvišujejo. Je združek počasne ali neobstoječe gospodarske rasti (stagnacije) in sorazmerne visoke rasti cen (inflacije).
Inflacije v takšnem primeru ni mogoče opredeliti kot povpraševalno inflacijo, lahko pa se opredeli kot stroškovna inflacija ali ustrojna (strukturna) inflacija, seveda ob dodatku učinka inflacijskih pričakovanj.
Izraz najpogosteje pripisujejo britanskemu politiku in predsedniku državne blagajne Iainu Macleodu, ki ga je skoval v svojem govoru britanskemu parlamentu leta 1965.